# Виконт Хаварден

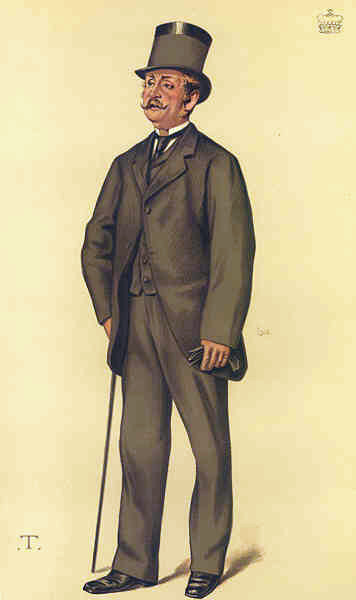
Корнуоллис Мод, 1-й граф де Монтальт (1817—1905), карикатура в журнале Vanity Fair, ноябрь 1881

Виконт Хаварден (англ. Viscount Hawarden) — аристократический титул в системе Пэрства Ирландии.

## История
Титул виконта Хавардена был создан 5 декабря 1793 года для Корнуоллиса Мода, 3-го баронета (1729—1803). В 1783—1785 годах он заседал в Ирландской палате общин от Роскоммона. В 1777 году после смерти своего старшего брата, Томаса Мода, 2-го баронета (1727—1777), он унаследовал титул 3-го баронета из Дандрума. Он женился на Мэри Аллен (ум. 1775), племяннице предпринимателя Ральфа Аллена (1693—1764), и благодаря этому браку приобрел поместье Кумб Даун в графстве Сомерсет. Его сын, Корнуоллис Мод, 3-й виконт Хаварден (1780—1856), заседал в Палате лордов Великобритании в качестве ирландского пэра-представителя с 1836 по 1850 год. Его сын, Корнуоллис Мод, 4-й виконт Хаварден (1817—1905), являлся ирландским пэром-представителем в Палате лордов (1862—1886) и занимал пост лорда в ожидании (1866—1868, 1874—1880) в консервативной администрации графа Дерби и Бенджамина Дизраэли. В 1886 году для него был создан титул графа де Монтальта из Дандрума в графстве Типперэри (Пэрство Соединённого королевства). В 1905 году после смерти последнего титул графа де Монтальта прервался, а виконтство унаследовал его кузен, Роберт Генри Мод, 5-й виконт Хаварден (1842—1908). Он был старшим сыном его высокопреподобия достопочтенного Роберта Уильяма Генри Мода, второго сына 1-го виконта Хавардена. Его сын, Роберт Корнуоллис Мод, 6-й виконт Хаварден (1980—1914), лейтенант колдстримской гвардии, погиб во Франции в начале Первой мировой войны. Его преемником стал его двоюродный брат, Юстэс Уиндхем Мод, 7-й виконт Хаварден (1877—1958). Он был сыном Ладлоу Юстэса Мода, младшего сына вышеупомянутого Роберт Уильяма Генри Мода.
По состоянию на 2025 год, обладателем титула являлся его внук, Роберт Коннан Уиндхем Лесли Мод, 9-й виконт Хаварден (род. 1961), который наследовал своему отцу в 1991 году.
Титул баронета Мод из Дандрума в графстве Типперэри (Баронетство Ирландии) был создан 9 мая 1705 года для Роберта Мода (ум. 1750), отца 1-го виконта Хавардена. Он представлял Гауран, Канис и Бангор в Ирландской палате общин. Его старший сын, Томас Мод, 2-й баронет (1727—1777), заседал в ирландском парламенте от Типперэри (1761—1776). В 1775 году он получил титул барона де Монтальта из Хавардена в графстве Типперэри (Пэрство Ирландии). В 1777 году после смерти последнего титул барона де Монтальта прервался, а титул виконта унаследовал его младший брат, Корнуоллис Мод, 3-й баронет (1729—1803). В 1785 году для него был воссоздан титул барона де Монтальта.
Родовая резиденция — Дандрум-хаус в окрестностях Кашела в графстве Типперэри (Ирландия).

## Баронеты Мод из Дандрума (1705)
- 1705—1750: Сэр Роберт Мод, 1-й баронет (1676 — 4 августа 1750), сын Энтони Мода
- 1750—1777: Сэр Томас Мод, 2-й баронет[англ.] (ок. 1727 — 17 мая 1777), старший сын предыдущего, барон де Монтальт с 1776 года.

## Бароны де Монтальт (1776)
- 1776—1777: Томас Мод, 1-й барон де Монтальт[англ.] (ок. 1727 — 17 мая 1777), старший сын Роберта Мода, 1-го баронета

## Баронеты Мод из Дандрума (1705)
- 1777—1803: Сэр Корнуоллис Мод, 3-й баронет (19 сентября 1729 — 23 августа 1803), младший сын Роберта Мода, 1-го баронета, виконт Хаварден с 1793 года.

## Виконты Хаварден (1793)
- 1793—1803: Корнуоллис Мод, 1-й виконт Хаварден (19 сентября 1729 — 23 августа 1803), младший брат Томаса Мода, 2-го баронета
- 1803—1807: Томас Ральф Мод, 2-й виконт Хаварден (16 апреля 1767 — 26 февраля 1807), единственный сын предыдущего от второго брака
- 1807—1856: Корнуоллис Мод, 3-й виконт Хаварден (28 марта 1780 — 12 октября 1856), единственный сын Корнуоллиса Мода, 1-го виконта Хавардена от третьего брака
- 1856—1905: Корнуоллис Мод, 4-й виконт Хаварден (4 апреля 1817 — 9 января 1905), единственный сын предыдущего, граф де Монтальт с 1886 года.

## Графы де Монтальт (1886)
- 1886—1905: Корнуоллис Мод, 1-й граф де Монтальт (4 апреля 1817 — 9 января 1905), единственный сын Корнуоллиса Мода, 3-го виконта Хавардена.

## Виконты Хаварден (1793, продолжение)
- 1905—1908: Роберт Генри Мод, 5-й виконт Хаварден (24 июня 1842 — 6 сентября 1908), старший сын Роберта Уильяма Генри Мода (1784—1861), внук 1-го виконта Хавардена
- 1908—1914: Роберт Корнуоллис Мод, 6-й виконт Хаварден (6 сентября 1890 — 26 августа 1914), единственный сын предыдущего
- 1914—1958: Майор Юстэс Уиндхем Мод, 7-й виконт Хаварден (20 сентября 1877 — 6 апреля 1958), единственный сын Ладлоу Юстэса Мода (1844—1903), внук Роберта Уильяма Генри Мода (1784—1861), правнук 1-го виконта Хавардена
- 1958—1991: Роберт Лесли Юстэс Мод, 8-й виконт Хаварден (26 марта 1926 — 6 сентября 1991), старший сын предыдущего
- 1991 — настоящее время: Роберт Конан Уиндхем Лесли Мод, 9-й виконт Хаварден (род. 23 мая 1961), старший сын предыдущего
  - Наследник: достопочтенный Вариан Джон Конан Юстэс Мод (род. 1 сентября 1997), единственный сын предыдущего.